# Монохроматор
Монохроматор — спектральный оптико-механический прибор, предназначенный для выделения монохроматического излучения. Принцип работы основан на дисперсии света.

## Устройство
Монохроматор состоит из следующих основных частей и узлов: входная спектральная щель, коллиматорный объектив, диспергирующий элемент (призма или дифракционная решётка), фокусирующий объектив и выходная спектральная щель, которая выделяет излучение, принадлежащее узкому интервалу длин волн. Возможность сканирования спектра (выбора нужного спектрального диапазона) обеспечивается путём поворота диспергирующего элемента. Для обеспечения точности поворот осуществляется с помощью специального передаточного механизма, управление последним в различных моделях может осуществляться вручную (последовательно перебирая необходимые длины волн) или автоматически (с помощью готового или собственного программного обеспечения).
Также существуют двойные монохроматоры, представляющие собой последовательно сочленённые монохроматоры, в которых излучение из выходной щели первого монохроматора направляется во входную щель второго.